# Lee Falk
Lee Falk (* 28. April 1911 in St. Louis, Missouri als Leon Harrison Gross; † 13. März 1999 in New York City, New York); war ein US-amerikanischer Comicautor und -zeichner. Besondere Bekanntheit erlangte er durch die Comics Phantom und Mandrake the Magician.

## Leben und Werk
Falk, der schon auf der High School und auf dem College für Schulzeitschriften schrieb, fand nach Abschluss seines Studiums an der University of Illinois eine Anstellung als Texter einer Werbeagentur in St. Louis. Seine Arbeit führte ihn mit Phil Davis zusammen, mit dem er im Jahr 1934 den Comic Mandrake the Magician schuf. Der Erfolg von Mandrake the Magician, der Falks erste Comicarbeit war, veranlasste ihn, zusammen mit dem Zeichner Ray Moore im Jahr 1936 die Comicserie Phantom zu starten, die ebenfalls vom King Features Syndicate vertrieben wurde.
Ab den 1960er Jahren betätigte sich Falk auch als Romanautor, indem er mehrere Phantom-Romane schrieb. Bühnenautor war er schon zuvor gewesen. 1986 erhielt Falk, der Vater dreier Kinder war, den Silver T-Square der National Cartoonists Society. Er war bis zu seinem neunten Lebensjahrzehnt als Comicautor tätig.